# Bärfallen
Bärfallen (westallgäuerisch: (beim) Berfallə(r)) ist ein Gemeindeteil der Marktgemeinde Scheidegg im bayerisch-schwäbischen Landkreis Lindau (Bodensee).

## Geographie
Die Einöde liegt circa einen Kilometer südlich des Hauptorts Scheidegg und zählt zur Region Westallgäu.

## Ortsname
Der Ortsname ist wörtlich als Bärenfalle zu verstehen und vermutlich ein ehemaliger Flur- oder Hausname.

## Geschichte
Bärfallen wurde erstmals 1482 mit Conraten Weßliß von Beruallen erwähnt. Bärfallen gehörte einst der Herrschaft Altenburg an.